# Harter Kohlenstoff
Harter Kohlenstoff (englisch hard carbon) ist eine feste Form von Kohlenstoff, die durch Wärmebehandlung nicht in Graphit umgewandelt werden kann, selbst bei Temperaturen von bis zu 3000 °C. Er ist auch als nicht graphitisierender Kohlenstoff bekannt. Harter Kohlenstoff ist ein Allotrop des Elements Kohlenstoff, der dem Graphit strukturell sehr ähnlich ist. Im Gegensatz zum Graphit sind jedoch die zweidimensionalen aromatischen Molekülstrukturen nicht regelmäßig und flächig angeordnet. Sie sind hingegen stark gekrümmt, was eine vollständige Fernordnung bzw. Kristallisation verhindert. Diese teilkristalline Molekülstruktur enthält freies Volumen in Form von Mikroporen (< 2 nm), die dem harten Kohlenstoff im Vergleich zu Graphit eine größere spezifische Oberfläche verleiht (i. d. R. > 200 m²/g), die von besonderer Bedeutung für verschiedene Anwendungsbereiche ist. Seinen Namen verdankt der harten Kohlenstoff der Tatsache, dass seine gekrümmten kristallinen Bereiche im Vergleich zu Graphit einen höheren Widerstand gegen mechanische Deformation aufweisen.
Harter Kohlenstoff entsteht durch Erhitzen kohlenstoffhaltiger Vorläufer auf etwa 1000 °C unter Ausschluss von Sauerstoff (Pyrolyse). Zu den Vorläufern für harten Kohlenstoff zählen verschiedene synthetische Polymere wie z. B. Polyvinylidenchlorid (PVDC), natürliche Polymere wie z. B. Lignin, viele Saccharide oder sonstige Biomasse, deren Pyrolyse-Produkt allgemein als Pyrokohle, bzw. spezifisch als Biokohle bezeichnet wird (hierzu zählt z. B. Holzkohle als Pyrolyse-Produkt von Holz). Je nach Temperatur und Dauer der Pyrolyse ist harter Kohlenstoff in Pyrokohle häufig kein Reinstoff, sondern nur Hauptbestandteil neben anderen Elementen wie Sauerstoff oder Stickstoff. Die Pyrolyse anderer organischer Materialien wie z. B. Polyvinylchlorid (PVC) und Petrolkoks kann hingegen auch planar geordnete Molekülstrukturen hervorrufen, die auch als weicher Kohlenstoff bezeichnet werden. Weicher Kohlenstoff und Graphit unterscheiden sich nur graduell anhand des Kristallisationsgrades. Weicher Kohlenstoff kann durch Erhitzen auf 3000 °C in Graphit umgewandelt werden.
Die physikalischen Eigenschaften der beiden Kohlenstoffarten sind sehr unterschiedlich. Harter Kohlenstoff ist ein Material mit geringer Dichte und extrem hoher Mikroporosität, während weicher Kohlenstoff eine geringe Mikroporosität aufweist. Harter Kohlenstoff wird häufig als Anodenmaterial in Lithium-Ionen-Akkumulatoren verwendet, insbesondere um den Druck aus der Interkalation von Lithium-Ionen als Ladungsträger einzudämmen. Analog eignen sich die Eigenschaften auch für Natrium-Ionen-Akkumulatoren.
Zu den Herstellern von hartem Kohlenstoff zählen Xiamen Tob New Energy (China), Kuraray (Japan) und Stora Enso (Finnland).